# Mondovi (miasto w Stanach Zjednoczonych)
Mondovi – miasto w Stanach Zjednoczonych, w stanie Wisconsin, w hrabstwie Buffalo.